# Konstrukcja do koszykówki
Ten artykuł opisuje zagadnienie koszykarskie zgodne z normami FIBA.
Zasady w ligach NBA, NCAA lub innych mogą różnić się od tutaj przedstawionych.

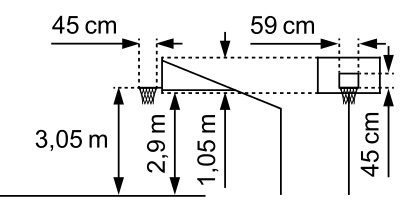
Konstrukcja do koszykówki

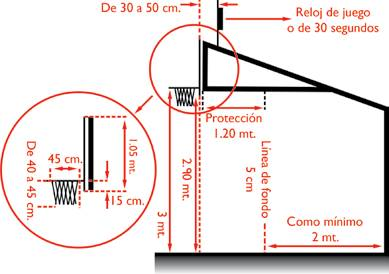
Konstrukcja do koszykówki

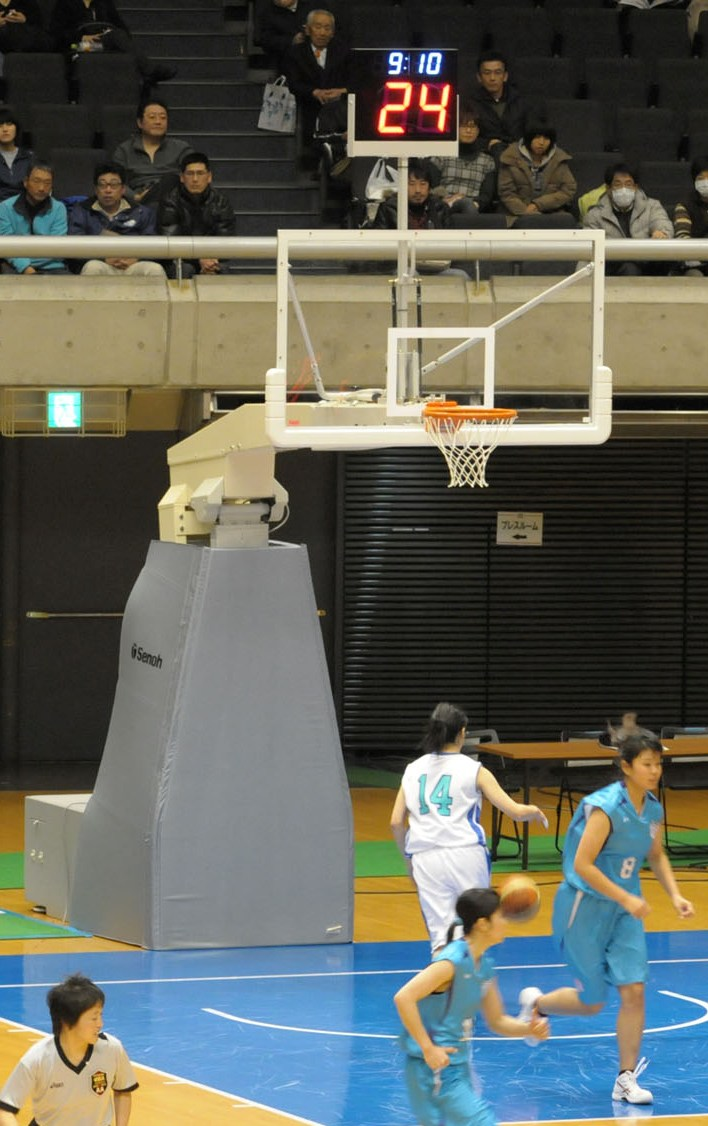
Konstrukcja do koszykówki z bladoniebieską wyściółką na konstrukcji podtrzymującej tablicę

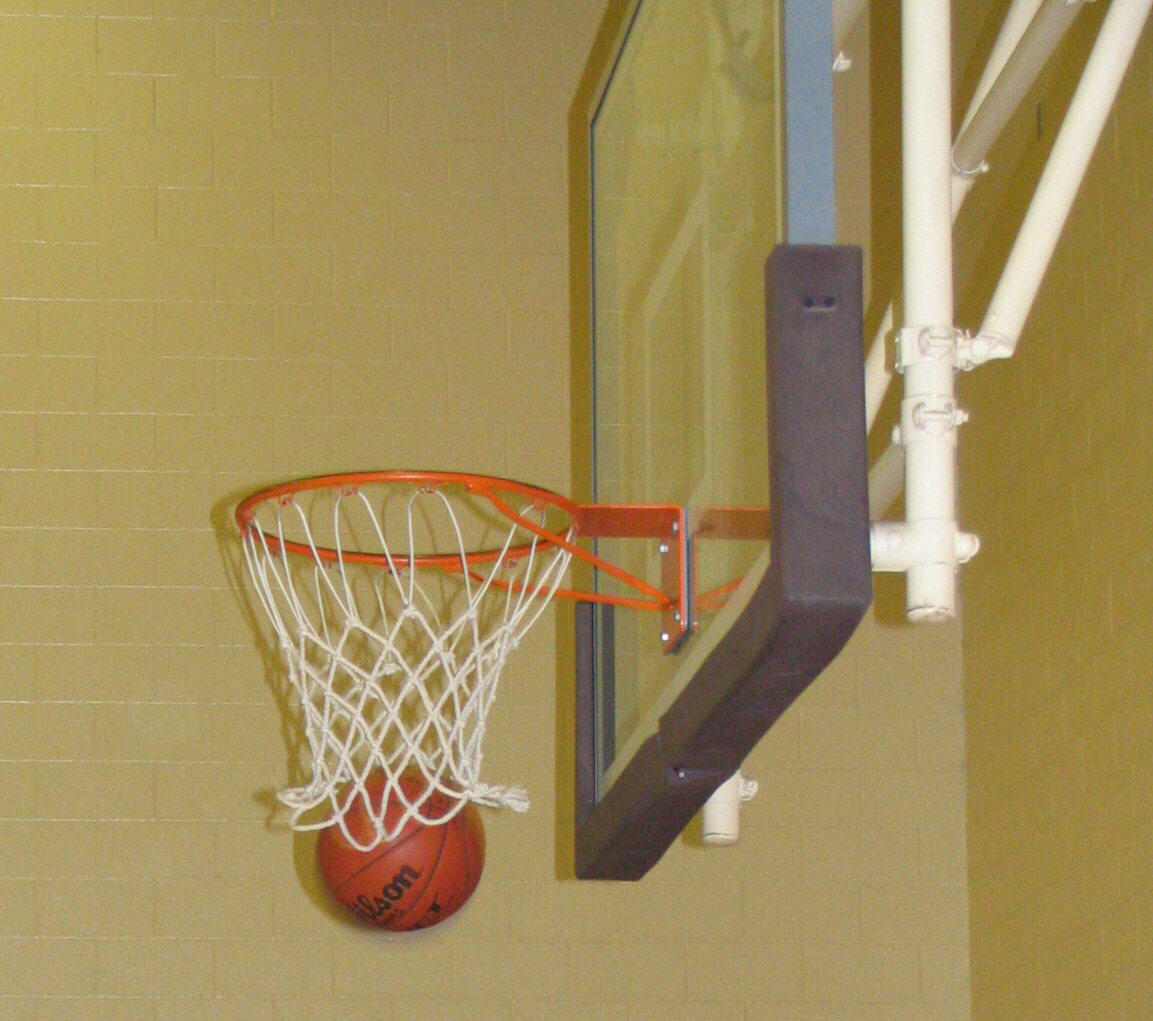
Tablica kosza z wyściółką na brzegach

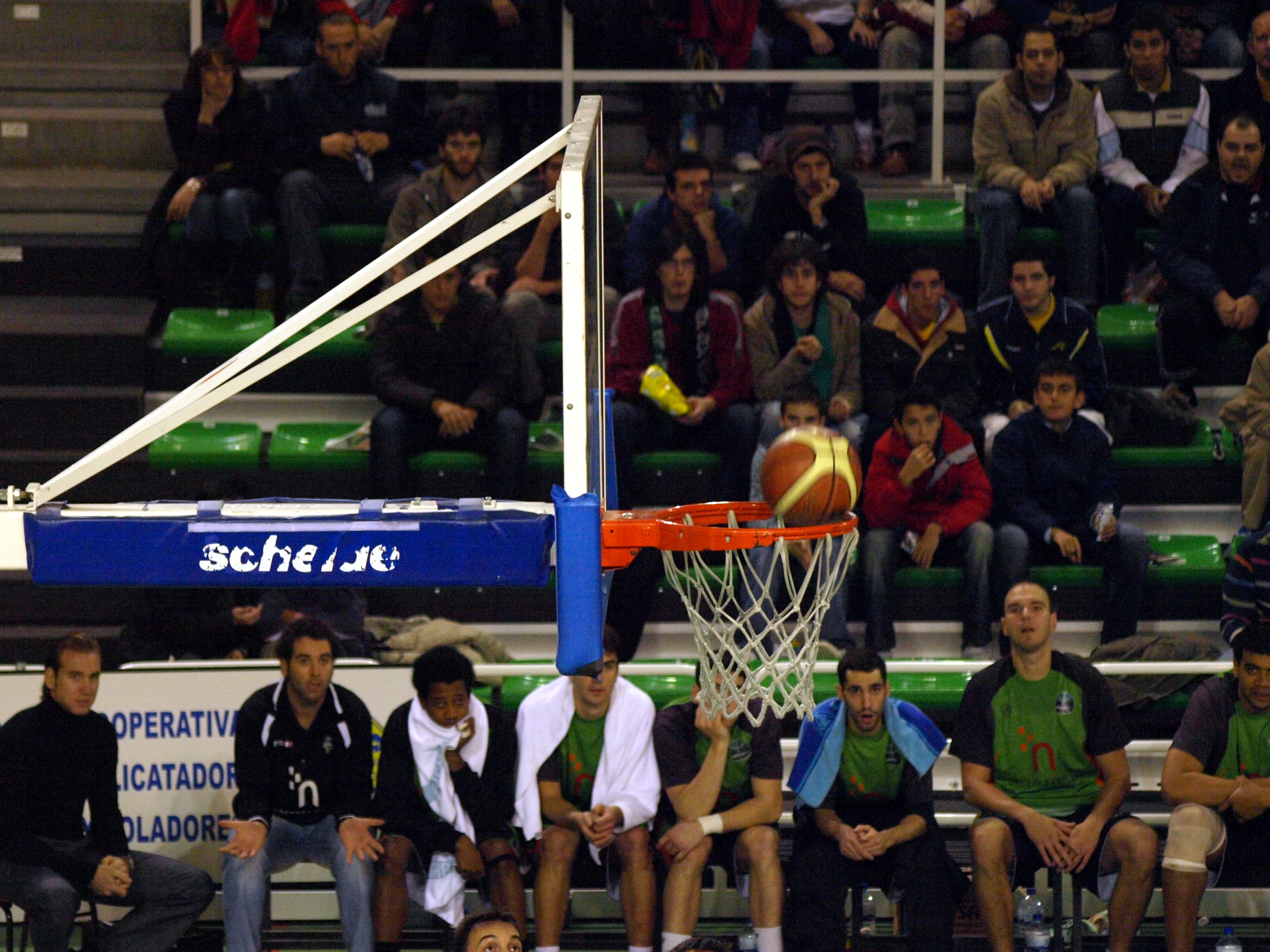
Wyściółka zabezpieczająca tablicę i ramię konstrukcji podtrzymującej kosz

Konstrukcja do koszykówki – element wyposażenia boiska koszykarskiego.
Konstrukcja do koszykówki składa się z tablicy, obręczy kosza (zazwyczaj obręczy uchylnej), siatki, konstrukcji podtrzymującej tablicę i wyściółki.

## Konstrukcja podtrzymująca tablicę
Dla najwyższych rangą zawodów (jak np. olimpiady, mistrzostwa świata) dozwolone są wyłącznie konstrukcje do koszykówki mobilne lub mocowane do podłogi. Dla pozostałych poziomów zawodów, dozwolone są konstrukcje do koszykówki mocowane do ściany lub sufitu (o ile wysokość systemu mocującego nie przekracza 10 metrów).
Kolor konstrukcji podtrzymującej tablicę powinien być jasny, odróżniający się od tła. Według przepisów, mocowanie konstrukcji podtrzymującej tablicę musi być solidne – niemożliwe ma być przesunięcie konstrukcji. Widoczna wibracja konstrukcji podtrzymującej tablicę nie może trwać dłużej niż 4 sekundy po wykonaniu wsadu.

## Wyściółka
Wyściółka znajduje się w odpowiednich miejscach tablicy oraz konstrukcji podtrzymującej tablicę oraz mieć ten sam kolor na każdym elemencie każdej konstrukcji do koszykówki na boisku.
Współczynnik twardości wyściółki, zgodnie z przepisami, powinien wynosić 50%.
|                                   |                              | grubość wyściółki | wysokość wyściółki         |
| --------------------------------- | ---------------------------- | ----------------- | -------------------------- |
| tablica                           | przód                        | 20-27mm           | 35-45cm                    |
| tablica                           | tył                          | 20-27mm           | 35-45cm                    |
| tablica                           | boki                         | 20-27mm           | 35-45cm                    |
| tablica                           | dolna krawędź                | 48-55mm           | pokrywa całą dolną krawędź |
| konstrukcja podtrzymująca tablicę | pionowe krawędzie            | min. 100mm        | min. 2,15m                 |
| konstrukcja podtrzymująca tablicę | dolna powierzchnia ramienia  | min. 25mm         | min. 1,2m                  |
| konstrukcja podtrzymująca tablicę | boczna powierzchnia ramienia | min. 25mm         | min. 1,2m                  |